# Kosuke Ota
Kosuke Ota (太田 宏介, Ota Kosuke) est un footballeur japonais né le 23 juillet 1987 à Tokyo au Japon.